# Frans de Nerée tot Babberich (politicus)
Frans Joseph Ferdinand Maria de Nerée tot Babberich (Vught, 3 december 1943) was van 11 juni 2002 tot 2010 lid van de Tweede Kamerfractie van het CDA.

## Familie
De Nerée is een telg uit de familie De Nerée. Hij is een zoon van mr. Frans Joseph Willem Marie de Nerée tot Babberich, heer van Babberich (1897-1959), vicepresident van het Gerechtshof te 's-Hertogenbosch en Marie Louise Fréderique Emélie Regout (1905-1982), telg uit het geslacht Regout. Hij trouwde in 1970 met de juriste mr. Johanna Victoire Dumas (1946) en ze kregen een dochter en een zoon.

## Loopbaan
Na zijn gymnasium-b diploma behaald te hebben heeft hij rechten gestudeerd aan de Rijksuniversiteit Leiden, waar hij tevens preses was van de Juridische faculteit der Leidsche studenten. Daarna heeft hij aan post-academisch onderwijs nog belastingrecht gevolgd aan dezelfde universiteit. De Nerée was onder meer wetenschappelijk medewerker handelsrecht bij de Rijksuniversiteit Leiden, hoofdinspecteur der belastingen en hoofd afdeling bilaterale zaken, directie internationale fiscale zaken bij het ministerie van Financiën en raad voor fiscale- en douane-aangelegenheden bij de Permanente vertegenwoordiging van Nederland bij de Europese Unie (1995-2002). De Nerée hield zich als Kamerlid (2002-2010) vooral bezig met financiën (begroting), internationaal belastingrecht en vennootschapsbelasting), buitenlandse zaken, Europese zaken en economische zaken. Naast zijn parlementaire werkzaamheden was hij penningmeester/lid van het bestuur van de Stichting IFA-congressen en lid van het algemeen bestuur van de Nederlandse Vereniging voor Belastingwetenschap. In 2005 en 2006 was hij voorzitter van het Benelux-parlement.
De Nerée wordt ook wel Frans de nee-nee genoemd vanwege zijn verzet in de fractie tegen extra uitgaven. Hij houdt van golf, bridge en lezen.
- Parlement.com: vg9fgopucfzb